# 哥吉拉vs太空哥吉拉
《哥吉拉vs太空哥吉拉》（日語：ゴジラvsスペースゴジラ）是一部1994年上映的日本怪獸電影，該片由山下賢章執導，柏原寛司編劇、川北紘一擔任特攝、東寶發行，並由旗下的東寶影業製作，是哥吉拉系列電影第21部電影及平成系列的第六部作品。主演陣容包括小高惠美、橋爪淳、米山善吉、中尾彬、齊藤洋介、吉川十和子、柄本明等人。故事以虛構的怪獸角色哥吉拉、小哥吉拉和太空哥吉拉為主角。以及機甲角色摩傑拉的重新引入而聞名。
該作品1994年12月10日在日本上映，並獲得共16.5億日圓的實盈票房收入，影評人對影片的評價褒貶不一，其主要讚揚特效和一些戰鬥場景，但批評了故事情節和節奏。

## 概要
本作為平成哥吉拉系列的第5部作品，同時也是平成VS系列中登場怪獸最多的一部，電影總共有五個怪獸登場。其中全新登場的「太空哥吉拉」是與哥吉拉對立的主要怪獸，也是平成系列中首次登場的宇宙怪獸。其他怪獸包括摩斯拉（成蟲）、巴特拉（成蟲）和碧奧蘭蒂（食獸形態）也在影片中短暫亮相。
其故事與前作相比主要以娛樂性為主，而非現實主義，並著重描繪三枝未希和新城功二的愛情故事，以及結城晃對哥斯拉的復仇劇情。巴斯島的風景則格外為淡淡的愛情故事增色。相較於以往的平成哥斯拉系列，此部作品則將哥吉拉描繪得稍微偏向人類的盟友，是該系列中唯一將哥斯拉視為英雄的特點。在福岡市與太空哥斯拉的最終戰鬥中，哥斯拉和G-Force的機器人「摩傑拉」最終聯手作戰，同時該電影強調了與過去系列的聯繫，包括前作登場的G-Force和哥吉拉寶寶的回歸，還有《哥吉拉vs摩斯拉》中摩斯拉和Cosmos的再次登場，以及《哥吉拉vs碧奧蘭蒂》中的権藤吾郎的朋友和妹妹的登場。
故事的主要襲擊地點包括鹿兒島市、熊本市、別府市和福岡市，同時也是哥吉拉首次登陸九州。太空哥吉拉則是襲擊札幌市、山形市、神戶市等地。高潮戲劇中，福岡市成為太空哥斯拉結晶體的覆蓋地，並延續了傳統的地方性質，同時融入宇宙的視覺表現。為了拍攝哥吉拉的登陸和太空哥吉拉的來襲場景，特技組進行了日本全境的外景拍攝。在哥吉拉登陸九州的場景中，群眾演員的參與超過預期，並展現了特別的協作精神。為了拍攝哥吉拉的登陸場景和太空哥吉拉的飛行場景，特效團隊跑遍日本各地進行外景拍攝。在哥吉拉首次登陸的九州則在群眾演員積極配合的結果下，比預期還多了100人。 
根據導演山下賢章的意願，本片獻上了平成系列中唯一的主題曲「ECHOES OF LOVE」（由Date of Birth演唱）。山下表示，他希望這首歌成為一首家庭電影主題曲，同時受到親世代的歡迎。

## 劇情概要
在《哥吉拉vs機械哥吉拉》事件的一年後，哥吉拉帶著小哥吉拉來到南太平洋的巴斯島，將這塊孤立的土地當作牠們的新家。與此同時，聯合國G對策中心啟動了兩個與對抗哥吉拉相關的計劃，分別是以打敗哥吉拉的新型戰鬥兵器「摩傑拉」為主的「M計畫」，以及透過精神控制操控哥吉拉行動的「T計畫」。
在巴斯島上，G-Force成員結城晃是一位為了擊敗哥吉拉而充滿信念的隊員。他制定了以小哥吉拉為誘餌引出哥吉拉的計劃，並在島上準備了各種陷阱。與此同時，前來支援T計畫的新城功二和佐藤清志在島的中央處發現了無數謎樣的水晶體林立，在另一方面，擁有超能力的三枝未希雖因過去不同意T計畫而陷入兩頭為難的窘境，並從小美人姐妹化身的精靈魔斯拉那裡，接收到一則帶有不祥意味的消息。
當G-Force正忙於建造新武器摩傑拉時，一個巨大的宇宙怪獸突然從宇宙中接近地球，這個怪獸的真正身份是曾由散播在宇宙中的G細胞孕育而成，名為「太空哥吉拉」的生物。太空哥吉拉的出現令G-Force忙於應對這一新的威脅。與此同時，未希也抵達了巴斯島，T計畫正式展開，但由於哥吉拉的腦電波突然大幅擴增，計畫以失敗告終，未希則敏銳注意到來自宇宙的生物正朝向巴斯島前進。
為了阻擋太空哥吉拉，G-Force出動摩傑拉進行攻擊，但卻在戰鬥中被太空哥吉拉輕鬆擊敗。太空哥吉拉後降落到巴斯島上與哥吉拉首次對峙，以強大的實力壓倒哥吉拉後，將小哥吉拉囚禁在結晶體中，隨後前往日本各地發動攻擊，最終選擇福岡市為登陸地點。由於T計畫的失敗，大久保博士遭到G對策中心的除名，不甘心的他選擇與犯罪組織合作，並綁架了作為T計畫核心人物的未希，企圖控制哥吉拉進行犯罪活動。當新城回到日本時，他將與大久保勾結的組織一網打盡而解救了被困的未希。同時，摩傑拉在完成修理和強化工程後，並以太空哥吉拉為首要攻擊目標再次投入戰鬥。哥吉拉從鹿兒島灣登陸北上，太空哥吉拉、摩傑拉和哥吉拉三者在福岡市展開激烈的決戰。

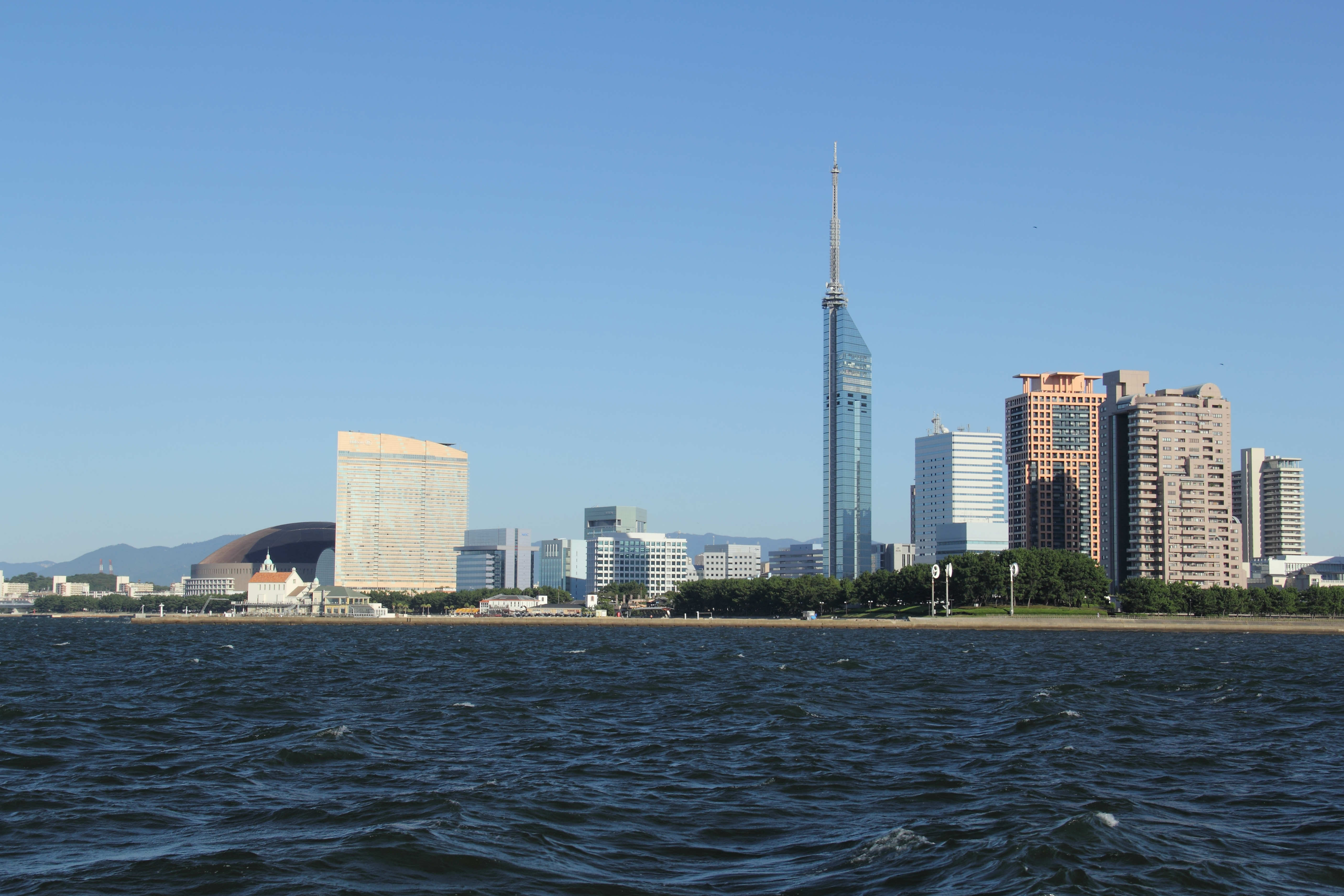
福岡市為本部作品的最終戰役場景。

在激烈的戰鬥中，日本自衛隊發現太空哥吉拉正利用福岡塔轉換地球的地核，將其轉化為太空哥吉拉吸收的能量，威脅著摧毀整個行星。哥吉拉與太空哥吉拉展開搏鬥，而摩傑拉也分裂成兩個不同的機械：飛行戰艦「獵鷹號」和裝有大型鑽頭的坦克「蘭德莫格拉」。在這些機械的協助下，太空哥吉拉的水晶堡壘得已被摧毀，哥吉拉趁勢推倒福岡塔，中斷太空哥吉拉的能源供應。摩傑拉隨後重新組合，並在激烈的搏鬥中摧毀太空哥吉拉肩膀上的水晶結構。然而長期的戰鬥導致雙方致命損傷，最終太空哥吉拉被哥吉拉的原子熱射線所摧毀。儘管太空哥吉拉已經消失，但自衛隊則警告，若人類繼續在太空中進行污染，可能會引來另一個太空哥吉拉。
在海濱百道公園的海灘，未希使用超能力從將哥吉拉脖子上的意識控制裝置移除，哥吉拉轉向未希進行對視，仿佛向他表示感謝。 小哥吉拉獲得釋放後，開始在巴斯島吹出微小的放射性氣泡。眾人最終在海灘上目睹哥吉拉的離去，並以未希和新城在沙灘上漫步的情景而告終。

## 登場怪獸
- 哥吉拉
- 小哥吉拉
- 太空哥吉拉
- 摩傑拉
- 小摩斯拉

## 登場角色
三枝未希
飾演者：小高惠美
本作主角，超能力者。在前作的故事後，她擔任G對策中心新設立的精神能力中心主任，23歲。
雖然一開始反對參與操縱哥吉拉的T計劃，但在與前往宇宙的Cosmos相遇並得知太空哥吉拉的襲擊後，她作為主要成員參與了這個計劃。雖然T計劃被認定為失敗，但她的心靈控制能力被黑幫組織發現而遭到了綁架，最終被新城等人救出。在這次事件中，她啟動了此前無法實現的念動力協助新城，並在福岡的決戰中拯救了被摩傑拉的艙門夾住的結城，決戰後，她還展示了將安裝在哥斯拉後腦的心靈增幅裝置移除的能力。並在此次經歷後對新城產生了吸引。
- 在平成系列中，未希一直處於次要女主角的位置，但這部作品中她首次登場為主要女主角[2][5][29]。導演山下表示，他想描繪未希從少女到女性的心靈波動[22][30]。飾演未希的小高則表示，他之前所描繪的未希形象與腳本，和導演對未希形象的想法並不契合，使這成為她迄今為止最難的角色。今次登場的未希選擇剪短髮型是由小高和造型師共同構思的，並與山下腦海所構思的形象相符。負責服裝設計的出川淳子表示，當時短髮在女性中流行，並且通過服裝可以突顯女性的優雅曲線。[31][註 2]
- 在這部作品中，未希所戴著的耳環形狀像嬰兒島的紋章[25]，這是由山下提出的[22][33]。這個耳環在未希發動念動力時會搖擺並發光，以視覺方式展示不同於其他能力的特點[22]。至2012年為止，這個耳環的存在已經被確認。[31]
- 有關未希戀愛的走向，雖然在接下來的作品中沒有提及，但小高和橋爪在後來的訪談中表示，各自說「從《戴斯特洛伊亞》中芽留的台詞的反應來看，可能是一段淡淡的戀情吧。[31]」、「畢竟新城無法與哥斯拉匹敵，所以我認為他們最後分手了[34]」。

新城功二（しんじょう こうじ）
飾演者：橋爪淳
G-Force少尉，27歲。一名目標在哥吉拉戰鬥追尋浪漫的熱血漢。據清志所言，他是一個「連上司都討厭得要命的不善交際的男人」。本來應該作為摩傑拉的成員參加M計劃，但由於搭檔清志的失誤，被調到T計劃並前往巴斯島。在解救被企業黑幫囚禁的未希之後，他在擊退太空哥吉拉的任務中恢復為摩傑拉成員，與清志和結城一起搭乘摩傑拉，擔任該機的駕駛員兼槍手。
- 新城和佐藤的搭檔組合，是由編劇柏原寛司編寫的代表作品《危險刑警》所影響的風格[16]。柏原表示，透過兩人之間的對話，可以更容易地展現彼此的角色。導演山下表示，新城是一位從未追求女性的男性，因此他對未希的舉動感到有些不自在。[22]飾演新城的橋爪表示，新城是一位熱血漢，與他之前在現代劇中扮演的角色截然不同，因此最初有些困惑，但在表演過程中逐漸沉浸其中[36]，此外，他曾對新城為何燃起對擊敗哥吉拉的熱情感到疑惑，但山下解釋男性對戰鬥本身就感到熱情，而在戰鬥中理解哥吉拉正是他的立場。 [36]
- 橋爪在當時經常參演時代劇，但對於新城的演出，他和山下討論過要避免時代劇的表演風格，飾演未希的小高表示，他在使用刀的場景中的樣子類似於使用日本刀的姿勢[32]。在槍戰場景中，他試圖進行前翻射擊，類似於《終極警探》和《裸槍（英语：The_Naked_Gun）》的動作，但沒有成功[36]，在座艙的場景中，由於一天都在坐著，他被睡意所困擾，甚至在表演在呼喊時也會睡著。小高表示她在觀看這個場景的時候一直在壓抑笑聲。
- 在結尾的場景中，他對未希的台詞感到有些害羞，考慮到不說出那句台詞來表演，但小高告訴他在電影《當男人愛上女人》中，她所敬仰的安迪·加西亞也曾說過類似的台詞，於是他決定按照劇本表演。[36]

佐藤清志（さとう きよし）
飾演者：米山善吉
G-Force少尉。26歳。被新城稱為「清」，與搭檔新城不同，他給人一種風趣俏皮、有點花心的形象，然而與此相反，他還展現出精細入微的關心和機智冷靜的一面，與一開始看起來沉靜內斂、卻是個熱血漢的新城形成鮮明對比。因為在演習中犯了錯誤，搞錯了約定時間和集合地點，於是與新城一同從M計劃被調到T計劃。他騎著越野摩托車在荒蕪的巴斯島賓士，展現出出色的運動神經。他鍾愛的摩托車是山葉DT200WR。此外，在與企業黑幫的戰鬥中，他展現了擊倒敵人的英勇表現，後來他回歸摩傑拉團隊，成為摩傑拉的副駕駛員，並發揮了重要作用。
麻生孝昭（あそう たかあき）
飾演者：中尾彬
G-Force司令官。大佐。46歳。相較於前作的激進，他在本作的性格變得低調，最初對於用摩傑拉擊退太空哥吉拉的提案持消極態度，但後來為了打倒太空哥吉拉，他任命新城等人成為機組成員。
結城曾是他自衛隊時代的部下，儘管帶有些許諷刺，但他最後承認結城的實力。柏原透過描繪結城與麻生之間的關係，為角色增加了一些過去的隱秘，展現了他曾經的豪放與現在地位不是他本意的一面。
大久保晉（おおくぼ すすむ）
飾演者：齊藤洋介
演化生物學博士。40歲。身為T計畫的協力者，他加入了G對策協議會，但在幕後與旨在謀取被哥吉拉摧毀的城市重建利益的巨大企業底下的黑幫組織勾結。他們利用未希的能力和意識控制裝置，企圖將哥吉拉當作生物武器利用。在巴斯島T計畫失敗且擅自返回後，他綁架了未希來控制哥吉拉，但在新城等人成功奪回未希後，他在基地上空遭遇了太空哥吉拉的襲擊而死亡。是一名表面上看起來溫和，但一旦陷入困境，便會展現出兇猛個性的人。
兵藤巖（ひょうどう いわお）
飾演者：上田耕一
G-Force中佐。在前作的故事後，他被晉升為副司令官，他對打倒哥吉拉和太空哥吉拉的熱切態度比麻生更為積極。當結城等人作為正規機組成員卻未知去向後，他表露出憤怒，如果他們不回來，他準備讓鈴木等人替代出擊。根據扮演者上田耕一的說法，由於扮演麻生的中尾彬曾嘲笑說：「麻生的接班人兵藤一直虎視眈眈地盯著司令官的位置」，上田和山下都配合著這個笑話，使得觀眾產生這樣的錯覺。
瀨川隆之（せがわ たかゆき）
飾演者：佐原健二
國聯G對策中心主管。根據聯合國的請求，他決定派遣摩傑拉出擊，以擊退太空哥吉拉。
鈴木勇造（すずき ゆうぞう）
飾演者：宮坂健一
G部隊中尉。在摩傑拉的第二小隊中，負責在太空中的戰鬥中擔任駕駛和砲手。他駕駛摩傑拉挑戰太空哥吉拉，但失敗後返回地球。在福岡的決戰中，作為代理成員前往解救未希的結城一行，但由於在最後一刻本人出現，計劃被更改。
大野秀樹（おおの ひでき）
飾演者：木下鳳華
G部隊中尉。摩傑拉的第二小隊成員。 在太空中的戰鬥中擔任副駕駛員。
上原誠（うえはら まこと）
飾演者：草薙仁
G部隊中尉。摩傑拉的第二小隊成員。在太空中的戰鬥中擔任機械師。
亞歷山大·馬米洛夫（アレキサンダー・マミーロフ）
飾演者：羅納德·赫爾
機器人工程博士。俄羅斯人}，摩傑拉的開發負責人。對一度失敗的摩傑拉進行修復和強化。
艾瑞克·古爾德（エリック・グールド）
飾演者：艾德·薩迪
G對策協議會聯合國代表。}
法蘭克·雷諾茲（フランク・レイノルズ）
飾演者：艾迪·昆蘭
G對策協議會美國代表。提供有關突然出現的太空哥吉拉的NASA觀測數據。}
麥凱（マッケイ）
飾演者：湯姆·多蘭
與大久保交易的企業黑幫高層。
若月正人（わかつき まさと）
飾演者：堀崎太郎
G部隊中尉。 戰鬥指揮室成員。
權藤千夏（ごんどう ちなつ）
飾演者：吉川十和子
G研究所生物工學教授。5年前在大阪市與哥吉拉戰鬥中犧牲的權藤吾郎的妹妹。28歲。福岡縣出生。他參與了T計劃，並為宇宙怪獸命名為「太空哥吉拉」。長期以來一直敬仰結城，為他的執著於擊敗哥吉拉的生活方式感到擔憂。同時也是行動派，親自駕駛直升機和摩托艇。在漫畫版中，她擔任了單獨的女主角，作為G-Force的隊員向結城提供了設施的導覽。在下一部作品《戴斯特洛伊亞》的漫畫版中，她調到了國土廳的「G對策室」，逃脫了G-Force的覆滅之難。
- 最初，山下設想千夏是一個「職場女強人」，但由於與其他年輕一代不太契合，所以將她改成了內心純真的女性。在劇本中，對結城的戀愛感情被突出描繪。飾演千夏的吉川十和子表示，她在工作上負責任，但在私人事務上卻總是落後一步，這種多面性與她自己很相似，因此非常享受演繹[58]。在駕駛汽車的場景中，吉川實際上擔當親自駕駛[58]。

結城晃（ゆうき あきら）
飾演者：柄本明
G-Force少校。42歲，他是已故的權藤吾郎的親密朋友，對他的仇敵哥吉拉的打倒充滿熱忱。 早在T計畫啟動之前，他就被派遣到了巴斯島獨自策劃著對哥吉拉的討伐，並製作被稱為「結城特別槍」的帶有血液凝固劑的子彈。在巴斯島，他將T專案成員功二和清志派遣為T專案人員，並在成為摩傑拉人員後無視總部命令攻擊哥吉拉，表現出明顯的擅自行動。然而在未希被綁架時，他迅速鎖定了企業黑幫的藏身之處，策劃營救行動，並展現出靈活機動的一面。 此外，他也有公平的一面，即當與第三方戰鬥失敗並受傷時，他不會追擊對手。在島上，他對自己親近的哥吉拉寶寶感到頭疼，但卻親切地稱他為「チビゴジ」。他是個重度菸癮者，他鍾愛的打火機是權藤的聖物。
- 在漫畫版中，他擔任獨立的主角[60]。此外，他與權藤的過去也有所描繪，在自衛隊時代（最終軍階是三佐），他曾受到權藤的幫助，並在《碧奧蘭蒂》中被選為對抗核生化細菌的注射小隊，成功注射，但就在此後，他目睹了權藤的死亡。[60]他也曾在下一部作品《戴斯特洛伊亞》》的漫畫版中登場[60]。
- 柏原表示，他將結城的形象描述為他喜歡的美國娛樂電影中的角色，是一個硬漢獨狼，同時也有喜劇感，描繪了他努力爭取得到他人認可的帥氣之處。 山下認為，結城是一個符合團塊世代角度的角色[22]，結城和年輕一代的互動以及共同戰鬥是作品的核心，柏原也證實了山下對結城角色的深入了解，並回憶說，即使是年齡較大的東寶高層也對結城表示讚許。[41]

## 演員
- 三枝未希：小高惠美
- 新城功二：橋爪淳（日语：橋爪淳）
- 佐藤清志：米山善吉（日语：米山善吉）
- 麻生孝昭：中尾彬（日语：中尾彬）
- 大久保晉：齊藤洋介（日语：斎藤洋介）
- 兵藤巖：上田耕一（日语：上田耕一）
- 瀬川隆之：佐原健二
- 鈴木隊員（鈴木勇造）：宮坂健一（日语：宮坂ひろし）
- 大野隊員（大野秀樹）：木下鳳華（日语：木下ほうか）
- 馬米洛夫（亞歷山大·馬米洛夫）：羅納德·黑爾·格魯德
- 艾瑞克·古爾德：艾德薩·迪雷諾茲
- 法蘭克·雷諾茲：艾迪·昆蘭
- 麥凱：湯姆·多蘭
- 上原隊員（上原誠）：草薙仁（日语：草薙仁）
- 若月隊員（若月正人）：堀崎太郎（日语：堀崎太郎）
- 加藤道也：牧村泉三郎（日语：牧村泉三郎）
- 福岡的警官：奈須真司[27][61]
- 記者：荒木美穂
- G-Force隊員：篠原功（日语：篠原功）、公平健一、服部亮久、梅田秀之、大沢洋平、山崎功（日语：山崎功）、伊崎寿克（日语：伊崎寿克）、狸穴善五郎
- 山山之上酒店（福岡）避難民眾：村仲皆美（日语：村仲皆美）
- 企業黑手黨成員：查理·克拉斯拉夫斯基、羅伯特·桑塔納、清水真一
- 太空人：法蘭克奧康納、安迪史密斯、瑪克辛馬爾切維奇
- 副官：渡辺寛二（日语：渡辺寛二）、光岡湧太郎、GAZサラリーマン
- 辦公室職員上司：小堺一機（日语：小堺一機）
- 辦公室職員部下：松村邦洋（日语：松村邦洋）
- 小美人「COSMOS」：今村惠子、大澤沙耶香（日语：大沢さやか）
- 權藤千夏：吉川十和子（日语：吉川十和子）
- 結城晃：柄本明

## 製作人員
- 製作總指揮：田中友幸
- 協同製作：富山省吾
- 脚本：柏原寛司（日语：柏原寛司）
- 撮影：岸本正廣（日语：岸本正広）
- 照明：望月英樹（日语：望月英樹）
- 美術：酒井賢（日语：酒井賢）
- 録音：宮内一男（日语：宮内一男）
- 效果：佐佐木英世（日语：佐々木英世）（東洋音響）
- 編集：米田美保
- 助監督：三好邦夫（日语：三好邦夫）
- 音楽：服部隆之
- 哥吉拉主題曲：伊福部昭
- 製作擔當者：徳増俊郎（日语：徳増俊郎）
- 製作補：有正真一郎（日语：有正真一郎）
- 副製片人：鈴木律子
- 特殊技術
  - 攝影：江口憲一（日语：江口憲一）、大川藤雄
  - 美術：大澤哲三（日语：大澤哲三）
  - 照明：斉藤薫（日语：斉藤薫）
  - 特殊效果：渡辺忠昭（日语：渡辺忠昭）
  - 造型：小林知己（日语：小林知己）、若狭新一（日语：若狭新一）
  - 操演：三橋和夫
  - 助監督：鈴木健二（日语：鈴木健二）
  - 製作擔當者：小島太郎
- 哥吉拉：薩摩劍八郎
- 小哥吉拉：小弗蘭基
- 太空哥吉拉：播谷亮
- 摩傑拉：福田亘（日语：福田亘）
- 贊助：西友、倍適得電器、柯尼卡美能達、日本能源（日语：ジャパンエナジー）、大島運輸（日语：マルエーフェリー）
- 製作協力：東宝映像美術（日语：東宝映像美術）、東寶聲音創意工作室、東寶音樂、東京現像所（日语：東京現像所）、東寶工作室（日语：東宝スタジオ）
- 特攝監督：川北紘一
- 監督：山下賢章（日语：山下賢章）
- 發行：東寶株式會社

## 主題曲
《愛的迴響》
作詞 - NORICO／作曲 - 重藤功／編曲・歌 - Date of Birth，該團隊的成員在福岡的音樂場景中客串演出。

## 製作

### 前期製作
原本計劃在前作《哥斯拉對機械哥斯拉》後一度結束系列，但由於三星影業版本的《酷斯拉》制作進度延遲，因此急忙製作了這部作品}。東寶製片人富山省吾表示，由於難以理解海外的情況，製作時並不受其影響，因此決定不考慮這方面，而選擇以獨特的新怪獸進行制作。由於參與平成系列的主要製作人員均參與《日本武尊》的製作，因此則任命導演山下賢章、編劇柏原寬司等沒有參與經驗的新製作人員參與本作的製作}。由於伊福部昭的時程出現衝突，因此本作的音樂由首次參與該系列的服部隆之負責
最初考慮的是製作一部與前作《哥斯拉vs王者基多拉》中從未來世界登場的王者基多拉不同，是哥吉拉與另一個來自宇宙的超級怪獸「王者基多拉」為敵的作品，但由於最近公開的《日本武尊》中出現的八岐大蛇與吉多拉相似，因此企劃被改為以哥吉拉型新怪獸。基本設定是根據小林晉一郎提供的企劃書《哥吉拉VS新哥吉拉》（ゴジラVSネオゴジラ）而來。當確定製作後，曾考慮讓機械哥斯拉繼續參與，但由於特技導演川北紘一的意見，最終選擇了在1957年電影《地球防衛軍》登場的虛構機器人摩傑拉。在哥斯拉首次登陸九州時，大分縣進行了一場哥斯拉招攬的連署活動，哥斯拉將通過別府市。 柏原多次參與犯罪驚悚片和動作片的製作，考慮到自己此次的製作，他注重將動作片的中心放在人類戲劇上。巴斯島的設定是柏原獨斷地引入的東寶特攝的經典元素。起初，巴斯島上的結城被聚焦的更加具體，但為了考慮整體平衡，這一部分被削減，而未希的故事則增加了文量。此外，柏原認為前作的戰鬥場面有點淡漠，因此在這部作品中，他讓哥斯拉和摩傑拉一同戰鬥，摩傑拉分離並立體戰鬥等，使之充滿變化。
哥斯拉和小哥斯拉在巴斯島的描寫，是向《怪獸島決戰 哥吉拉之子》致敬。在劇本的初稿中，曾描繪出類似於《怪獸島決戰哥吉拉之子》中登場的神風蟲的角色。山下形容哥斯拉和太空哥斯拉的關係為「母親和不良出家的少年」，同時人類方面則以世代交替為主題。主演橋爪淳自幼喜愛怪獸電影，由於他在東寶娛樂公司，因此他一直希望能參演哥斯拉系列。接到出演請求時，由於角色尚未明確，橋爪本人認為可能是一位瘋狂的科學家。

### 特攝
本作品是哥吉拉系列中首次引入數位合成技術。雖然在同一年的《日本武尊》中只有三個鏡頭使用了這項技術，但在本作中，主編輯中使用了2個鏡頭，特技中使用了9個鏡頭。主要拍攝組在1994年7月23日開始拍攝。從7月27日到8月9日，他們在奄美大島和沖永良部島進行了外景拍攝。在奄美的拍攝中，由於拍攝前的大雨導致原定的採石場地發生了崩塌，拍攝地點不得不更改。此外，由於颱風影響，一些工作人員在返回東京時被迫滯留。之後，經過在工作室和東京近郊的外景拍攝後，於9月19日至21日進行了福岡的外景拍攝。拍攝結束是在9月30日。
在本作品的製作開始之前，電影《日本武尊》已經進行了拍攝，特技指導川北紘一等特技組的工作人員同時參與了這部作品，因此這部作品的拍攝開始比平常晚，直到6月才開始。特技組於1994年6月9日開始拍攝。他們從九州開始，並在神戶、山形等地進行了外景拍攝。在福岡的拍攝中，有超過預期的150名以上的群眾演員參與了拍攝。
「太空哥吉拉」的概念首次在1978年被提出，被設計為向怪獸的啟示者碧奧蘭蒂致敬，透過加入長牙和與後者相似的嘶嘶聲來體現這一點。生物設計師西川伸司最初設想的太空哥吉拉是一個更類似西方龍的生物，背部有大型鰭狀翅膀。最終的設計更類似於由西川伸司設計的電玩遊戲《超級哥吉拉》中哥吉拉的最終形態。特效藝術家川北紘一重新設計了哥吉拉的兒子，使其更具卡通般的外觀，他不喜歡在前作中更類似恐龍的版本。
摩傑拉套裝由機械哥吉拉扮演者福田亘穿戴，由三個分別施加的部分組成。新的哥吉拉套裝則結合了《碧奧蘭蒂》、《王者基多拉》和《機械哥吉拉》中使用的套裝，具有粗短、三角形的身體結構、寬肩膀和頸部上凹陷較少的特徵。與前兩部電影中使用的套裝相似，在臉部也相似，儘管眼睛增大並且更突出，因此相對較不威脅。其中創新包括頭部能夠完全圍繞身體旋轉的功能，以及解決了先前套裝中存在的慢性通風問題的空氣管的加入。前作的套裝在哥吉拉從巴斯島進入和離開，以及在他被太空哥吉拉用念力拋出的場景中被重複使用。

### 音樂
此次是服部隆之第二次擔任電影配樂，他的第一部作品《英雄訪談》是與井上鑑合作的，因此這部作品是他的首次獨立製作。東寶唱片的岩瀨政雄解釋選擇服部的原因是因為他在當時在業界中的知名度上升，且以能夠編寫大編制管弦樂的聲譽而著名。此外，導演山下則評價服部的音樂帶有類似好萊塢電影主題音樂的風格。音樂錄製於1994年10月16日和23日進行。
受東寶音樂出版的要求，服部創作了「充滿活力的音樂」，不像一般劇情音樂那樣流暢，而是以以管樂器為主的編曲，以不輸給特殊音效。特別是在《太空哥斯拉》的主題中，他特別強調了這一點，並表示這是他自己最喜歡的曲目之一。
在小哥斯拉的主題中，他強調了可愛的元素。由於摩傑拉這個角色本身難以把握，所以他將焦點放在操縱MOGERA的人物，並以此創作了一首音樂。他還使用了伊福部的現有樂曲，除了哥斯拉的主題外，在妖精摩斯拉登場的場景中也使用了"聖泉"。山下表示，如果不使用伊福部的主題，就會對哥斯拉迷表示歉意。在後來的訪談中，服部表示，儘管他對這部作品進行了自己喜歡的創作，但樂曲變得輕快，而唯一的遺憾是無法與伊福部的音樂協調一致。在接下來的《哥斯拉2000》中，他則著重於音色。岩瀨表示，雖然這部作品的樂曲是經過精心編排的，但可能會輸給伊福部的豐富能量。

## 發行

### 家庭媒體
三星家庭娛樂公司於1999年1月19日發布了《哥吉拉大戰太空哥吉拉》和《哥吉拉vs戴斯特洛伊亞》的家庭媒體影片。這是這兩部電影在美國首次正式發布。 三星公司使用了東寶的配音，但剪輯了片尾字幕，並為這兩部電影製作了新的片頭字幕和開場字幕。
自2000年代初以來，東寶完整的國際版《哥吉拉大戰太空哥吉拉》已在幾個高級電影頻道上播出，以及2014年的發行藍光版。

## 迴響

### 票房
《哥吉拉大戰太空哥吉拉》於1994年12月10日上映，在日本售出340萬張電影票，並在日本發行商的租金中賺取了16.5億日圓。由於電影的上映恰逢阪神大地震，東寶擔心此事件會令觀眾望而卻步，因為電影的主要戰鬥場景發生在相同地區，因此試圖通過降低票價來解決這個問題。

### 批判性評價
這部電影獲得了褒貶不一的評價。Monster Zero稱該片為「一部奇異而不引人入勝的作品，在製作的幾乎所有方面都令人失望」.，美國怪獸批評了「極不平衡的節奏」、「參差不齊的特效」和「過於曲折的敘事」，但補充說「大多數特效相當不錯且怪獸戰鬥大多數是有趣的」。DVD Cult表示：“它確實有一些很棒的破壞場面和怪獸戰鬥；這兩個因素使這些電影一開始就值得一看。太空哥斯拉怪獸的設計極佳，絕對比狄恩·戴夫林和羅蘭·艾默瑞奇夢想的任何東西更加威脅性。Toho Kingdom表示該電影「並非糟透，是一部被低估的電影」，但認為它受到過於複雜的故事、角色塑造不足和平庸音樂的影響
。」
在爛番茄上，該電影根據7條評論獲得57%的支持率，平均評分為4.3/10。

### 書籍
- . 構成・執筆:岩畠寿明（エープロダクション）、赤井政尚. 講談社. 1994-09-01. ISBN 4-06-178417-X.

- Gakken MOOK（Gakken）
  - . Gakken MOOK. 監修 田中友幸、責任編集 川北紘一. Gakken. 1991-12-01.
  - . Gakken MOOK. 監修 田中友幸、責任編集 川北紘一. Gakken. 1992-12-10.
  - . Gakken MOOK. 監修 田中友幸、責任編集 川北紘一. Gakken. 1993-12-10.
- てれびくん（日语：てれびくん）デラックス愛蔵版（小学館）
  - . てれびくんデラックス 愛蔵版. 構成・執筆 間宮“TAKI”尚彦. 小学館. 2000-01-01. ISBN 4-09-101470-4.
- 東宝SF特撮映画シリーズ（東宝出版事業室）
  - . 東宝SF特撮映画シリーズVOL.9. 東宝 出版・商品事業室. 1994-12-10. ISBN 4-924609-52-8.
  - . 東宝SF特撮映画シリーズVOL.10. 東宝. 1996-01-26. ISBN 4-924609-60-9.
  - . 東宝SF特撮映画シリーズ SPECIAL EDITION. 東宝 出版・商品事業室. 1999-12-11.
  - . 東宝SF特撮映画シリーズ SPECIAL EDITION. 東宝. 2005-01-25. ISBN 4-924609-89-7.
- . てれびくんデラックス 愛蔵版. 構成 間宮尚彦. 小学館. 1994-12-20. ISBN 978-4-09-101444-3.
- スタジオ・ハード. . MediaWorks. 1995. ISBN 9784073026983.
- 『幻想映画美術体系 大ゴジラ図鑑』（ホビージャパン）
  - . [監修] 西村祐次、[構成] ヤマダマサミ. ホビージャパン. 1995-01-27. ISBN 4-89425-059-4.
  - . [監修] 西村祐次、[構成] ヤマダマサミ. ホビージャパン. 1995-12-15. ISBN 4-89425-117-5.
- . GAKKEN GRAPHIC BOOKS. 学研. 1996. ISBN 4054006574.
- . 朝日ソノラマ（日语：朝日ソノラマ）. 1996-01-10.
- スタジオ・ハード. . メディアワークス. 1995. ISBN 4073026984.
- . 集英社文庫. 企画・構成 冠木新市. 集英社. 1998-07-15 [1993-11]. ISBN 4-08-748815-2.
- 坂井由人; 秋田英夫. . ムックセレクト635. KKロングセラーズ. 1998-07-25. ISBN 4-8454-0592-X.
- キネ旬ムック（電影旬報）
  - . キネマ旬報社. 1998. ISBN 4-87376-503-X.
  - . キネ旬ムック. キネマ旬報社. 2000-12-16. ISBN 4-87376-558-7.
- 西川伸司（日语：西川伸司）. . KCデラックス. 講談社. 1999. ISBN 4-06-334265-4.
- . SEIBIDO MOOK. 特別監修 川北紘一. 成美堂出版（日语：成美堂出版）. 1999-02-20. ISBN 4-415-09405-8.
- 第3版. 竹書房. 1999-12-24 [1993-12-21]. ISBN 4-8124-0581-5.
- . 双葉社の大全シリーズ. 編著 白石雅彦（日语：白石雅彦）、スーパーバイザー 富山省吾. 双葉社. 2003-01-20. ISBN 4-575-29505-1.
- . 監修 川北紘一. 新紀元社（日语：新紀元社）. 2003-04-10. ISBN 978-4-7753-0142-5.
- . 川北紘一 特別監修. キネマ旬報社. 2009-11-30. ISBN 978-4-87376-319-4.
- 洋泉社MOOK 別冊映画秘宝（日语：映画秘宝）（洋泉社）
  - . 洋泉社MOOK. 洋泉社. 2011-08-11. ISBN 978-4-86248-761-2.
  - . 洋泉社MOOK. 洋泉社. 2018-06-14. ISBN 978-4-8003-1461-1.
- . DENGEKI HOBBY BOOKS. 監修：川北紘一. ASCII Media Works. 2012-02-10. ISBN 978-4-04-886119-9.
- . 執筆：元山掌 松野本和弘 浅井和康 鈴木宣孝 加藤まさし. ヴィレッジブックス（日语：ヴィレッジブックス）. 2012-09-28. ISBN 978-4-86491-013-2.
- キャラクター大全（講談社）
  - 講談社 (编). . 講談社. 2014-07-15. ISBN 978-4-06-219004-6.
  - . 講談社. 2020-01-07. ISBN 978-4-06-512925-8.
- 池田憲章（日语：池田憲章）. . 徳間書店. 2014-07-31. ISBN 978-4-19-863838-2.
- . 野村宏平 編著. =笠倉出版社（日语：笠倉出版社）. 2014-08-07 [2004-12-05]. ISBN 978-4-7730-8725-3.
- . 東宝 協力. 小学館. 2014-07-28. ISBN 978-4-09-682090-2.
- . MAGAZINE HOUSE MOOK. マガジンハウス. 2014-09-05. ISBN 978-4-8387-8944-3.
- 西川伸司（日语：西川伸司）. . 洋泉社. 2016-06-24. ISBN 978-4-8003-0959-4.
- . [協力] 東宝. 双葉社. 2016-07-24 [22014-07-06]. ISBN 978-4-575-31156-3.
- . 角川多玩国. 2016-08-06. ISBN 978-4-04-895632-1.
- . TJ MOOK. 宝島社. 2016-08-15 [2014-07-26]. ISBN 978-4-8002-5699-7.
- 別冊映画秘宝編集部 (编). . 映画秘宝COLLECTION. 洋泉社. 2016-09-21. ISBN 978-4-8003-1050-7.
- . 監修 東宝株式会社/協力 東宝 ゴジラ戦略会議. 宝島社. 2018-11-03. ISBN 978-4-8002-8860-8.
- . ホビージャパン. 2022-03-31. ISBN 978-4-7986-2779-3.
- 講談社 (编). . 講談社シリーズMOOK. 講談社. 2022-12-21. ISBN 978-4-06-530223-1.

## 外部連結
- 互联网电影数据库（IMDb）上《哥吉拉vs太空哥吉拉》的资料（英文）
- AllMovie上《哥吉拉vs太空哥吉拉》的资料（英文）
- 爛番茄上《哥吉拉vs太空哥吉拉》的資料（英文）
- . Japanese Movie Database.   [2007-07-19] （日语）.
- . Wizards of the Coast.   [2023-12-27]. （原始内容存档于2022-09-17）.